# Hilara cana
Hilara cana är en tvåvingeart som beskrevs av Daniel William Coquillett 1895. Hilara cana ingår i släktet Hilara och familjen dansflugor. Inga underarter finns listade i Catalogue of Life.